# Осма миля
„Осма миля“ (на английски: 8 Mile) е щатска музикална драма от 2002 г. на режисьора Къртис Хансън, по сценарий на Скот Силвър и във филма участват Еминем (в дебютната му филмова роля), Меки Файфер, Британи Мърфи, Майкъл Шанън, Антъни Маки и Ким Бейсинджър.